# Mährische Westbahn

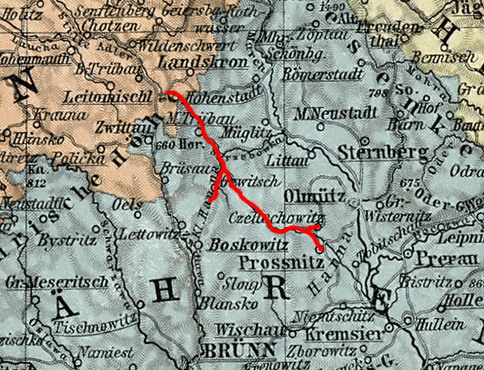
A Mährischen Westbahn vonalhálózata

A Mährische Westbahn (csehül: Moravská západní dráha) egy magánvasút-társaság volt az egykori Osztrák–Magyar Monarchíában, melynek vonalai a mai Csehország területén voltak. A társaság fővonala a Proßnitz–Trübau vonalszakasz volt Morvaországban. A társaság központja Bécsben volt.

## Története

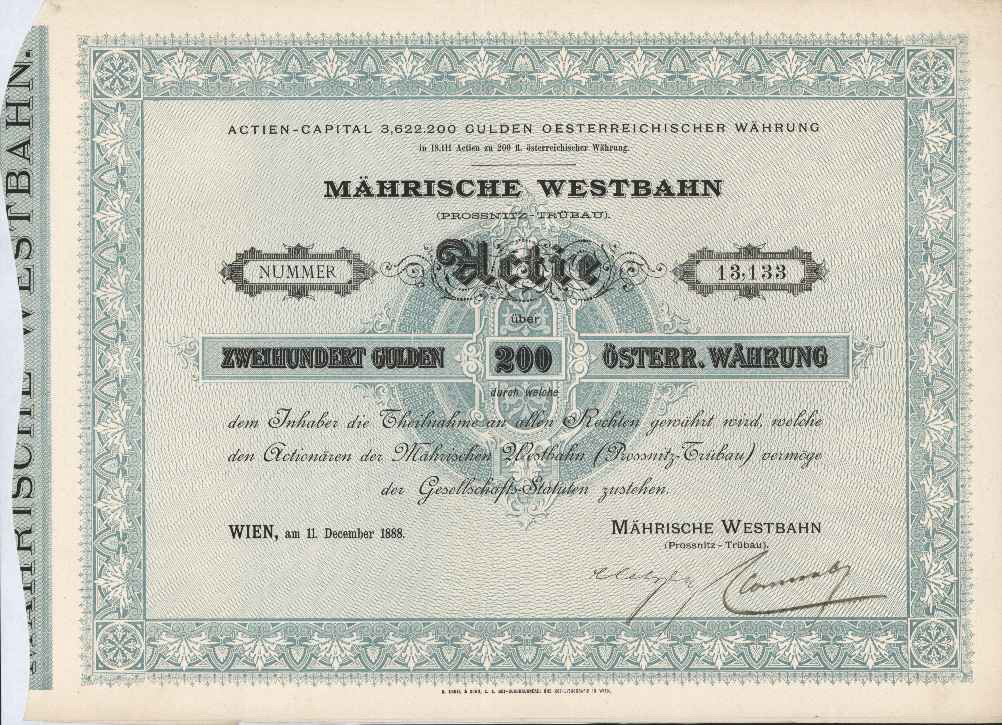
A Mährischen Westbahn 200 guldenos törzsrészvénye

1886 július 11-én a Frankfurt am Main–i Erlanger & Söhne Bankház engedélyt kapott egy helyi érdekű normálnyomtávú gőzüzemű vasút megépítésére és üzemeltetésére Proßnitz-tól Plumenaun, Konitzon, Kornitzon és Mährisch Trübaun át Triebitzig, leágazással Kornitznál Gewitschon át Opatowitzig. A koncesszió része volt ezenfelül egy kötelezettségvállalás, hogy állami igény esetén szárnyvasúti összeköttetést kell létesíteni az Mährisch Neustadt-hoz vagy Hohenstadt–hoz a (Mährische Grenzbahn)-al, továbbá Skalitz-hoz (A StEG Brünn–Bodenbach szakasza). A koncesszió alapja a vasútkoncessziós jog volt 1854 december 14-től „törvény, illetve engedmény és kedvezmény helyi érdekű vasúthoz” 1880 május 25-ig. Az engedményezettnek azonnal el kellett kezdeni az építést és köteles volt két éven belül befejezni. A koncessziós idő 90 évre szólt.
Az alaptőke 3 622 200 Gulden volt. 18 111 db. 200 gulden névértékű törzsrészvényt bocsátottak ki és 17 550 db 200 gulden névértékű kötvényt.
1925-ben a cseh Tomáš Baťa cipőgyáros megszerezte a részvények többségét. Célja, hogy a  Mährischen Westbahn vonalai része legyen egy jövőben létesülő vasúti összeköttetésnek Prága és Szlovákia között. A második világháború megakadályozta a terv megvalósulását, 1945 október 10-én pedig államosították a társaságot.

## Vonalai
- Proßnitz–Triebitz (Prostějov–Třebovice)
- Kosteletz–Cellechowitz (Kostelec–Čelechovice)
- Chornitz–Opatowitz (Chornice–Opatovice)

## Fordítás
- Ez a szócikk részben vagy egészben  a   Mährische Westbahn című német Wikipédia-szócikk fordításán alapul.  Az eredeti cikk szerkesztőit annak laptörténete sorolja fel. Ez a jelzés csupán a megfogalmazás eredetét és a szerzői jogokat jelzi, nem szolgál a cikkben szereplő információk forrásmegjelöléseként.